# Cham Wings Airlines
Cham Wings Airlines (араб. أجنحة الشام للطيران‎, ранее — англ. Sham Wing Airlines) — частная сирийская авиакомпания со штаб-квартирой в Дамаске, основанная в 2007 году.
Действующие направления полётов: Сирия, Ливан, Кувейт, Ирак, Оман, Катар, ОАЭ, Турция (Стамбул, Измир, Адана), Россия (Москва).
Закрытые направления: Бельгия, Швеция, Саудовская Аравия, Египет, Турция (Анталья).
23 декабря 2016 года авиакомпания попала под санкции США из-за связи с правительством Сирии и компанией Syrian Air которую иранские силы КСИР использовали для перевозки незаконных грузов в Сирию.
По сообщениям СМИ, в 2021 г. выполняла перевозки арабских беженцев в Беларусь. После этого авиакомпания была включена в пятый пакет санкций Европейского союза, вступивший в силу 2 декабря 2021 года так как  «Cham Wings вносит свой вклад в деятельность режима Лукашенко, способствующую незаконному пересечению внешних границ». 20 декабря к санкциям ЕС присоединилась Швейцария, а 22 декабря — Албания, Исландия, Лихтенштейн, Норвегия, Северная Македония, Сербия, Черногория. Ещё ранее в том же году санкции против авиакомпании из-за её полетов в Крым ввела Украина.
Европейские санкции были сняты в июле 2022 года.
Парк воздушных судов авиакомпании включает по состоянию на сентябрь 2015 года: